# عبد الله حسين البار
الدكتور عبد الله حسين البار أستاذ ومحاضر بجامعة حضرموت نائب رئيس المجمع العلمي اللغوي اليمني ورئيس سابق لاتحاد الأدباء والكتاب اليمنيين.

## حياته
ولد في مدينة (المكلا) في محافظة حضرموت، وفيها نشأ في أسرة علمية، فدرس في مدارسها، ثم التحق بجامعة عدن، ثم انتقل إلى مدينة صنعاء، فالتحق بقسم اللغة العربية، بكلية الآداب في جامعة صنعاء، وحصل منها على درجتي الماجستير، فالدكتوراه في الأدب والنقد.
عمل أستاذًا لعدد من المواد الأدبية في كلية الآداب بجامعة صنعاء، ثم تعين عام 1422هـ/ 2001م نائبًا للعميد، وانتخب عام 1426هـ/ 2005م رئيسًا لاتحاد الأدباء والكتاب اليمنيين.

## مؤلفاته
1ـ تجليات البناء الشعري وأبعاده في القصيدة الجاهلية
2ـ شعر امرئ القيس: دراسة أسلوبية
3ـ ثنائية الأنا والآخر
4ـ في أسلوبية النص.
5ـ في معنى النص وتأويل شعريته
6ـ الينبوع المتفجر، بالاشتراك مع آخرين
7ـ الصورة الفنية في القصيدة الجاهلية، مخطوط.
8ـ قراءات في شعر الجاهليين، مخطوط.
9ـ نظرات أشتات في شعر الغناء الحضرمي، مخطوط.
 